# Andries van Dijk
Andries van Dijk (Rotterdam, 11 september 1935 - 4 februari 1984) was een Nederlands voetballer.
Van Dijk was doelman bij Sparta en Xerxes. Van Dijk, die uit Spangen afkomstig was, werd op 19-jarige leeftijd de vaste doelman van Sparta. In 1958 won hij met Sparta de KNVB beker en in 1959 werd hij met Sparta landskampioen. In totaal speelde hij 212 wedstrijden in de eredivisie, waarvan alle wedstrijden in het seizoen 1958/1959 toen Sparta kampioen werd. Ook keepte hij in de wedstrijden in 1960 tegen Glasgow Rangers. 
Voor aanvang van het seizoen 1962/1963 maakte van Dijk de overstap naar stadgenoot Feyenoord. Hij werd tweede doelman achter Eddy Pieters Graafland. In het daaropvolgende seizoen maakte hij de overstap naar Xerxes Rotterdam. 
Na de oprichting van de VVCS in 1961 werd Van Dijk hier bestuurslid. In 1984 kwam Van Dijk bij een ongeluk op de N210 om het leven.